# レフ・トロツキー
レフ・ダヴィードヴィチ・トロツキー（ロシア語: Лев Давидович Троцкий、発音例: リィエーフ・ダヴィーダヴィチ・トローツキー、ラテン文字転写の例：Lev Davidovich Trotsky、1879年10月26日（グレゴリオ暦11月7日） - 1940年8月21日）は、ウクライナ生まれのソビエト連邦の政治家、ボリシェヴィキの革命家、思想家。本名はレフ・ダヴィードヴィチ・ブロンシュテイン（ロシア語: Лев Давидович Бронштейн, ラテン文字転写: Lev Davidovich Bronstein）。

## 名前
トロツキーという姓は、最初の革命でオデッサで収監されていた当時の看守の名前が印象に残ったため、それを借用したものである。晩年は後妻ナターリアの姓を取ってセドフ（ロシア語: Лев Давидович Седов, ラテン文字転写: Lev Davidovich Sedov）に改姓した。ただし、一般に「レフ・セドフ」という場合は、トロツキーとナターリアの間に生まれた長男（愛称「リョーヴァ」）を指す。「レフ」は英語の「レオン」と同じで、「ライオン」という意味の名前である。英語風の綴りにもとづいたレオン・トロツキー（Leon Trotsky）の表記も多い。
「トロツキー」という表記に関しては、日本の場合、古い文献や高齢の共産主義者などで「トロッキー」という表現も多く使われている（関連として、「トロッキスト」、「トロッキズム」という表現もある。日本トロッキスト聯盟など）。

## 概要
1917年のロシア十月革命における指導者の1人であり、ウラジーミル・レーニンに次ぐ中央委員会の一員であった。赤軍の創設者および指揮官として、ソビエト連邦の初期の頃には外務人民委員（外相）として外交問題を担当。ソ連共産党政治局員の1人でもあった。
1920年代、政策を巡って政治局内の多数派と対立、「左翼反対派」を結成した。しかし、権力闘争に敗れたトロツキーはソ連共産党を除名された。初期のトロツキーは、ヨーロッパの結束主義に対する赤軍による介入の提唱者であり、1930年代にソ連とドイツが結んだ和平協定（en:Soviet–German relations before 1941）にも反対している。
メキシコに亡命したトロツキーは第四インターナショナルを結成し、官僚制に反対し続けたが、1940年、スターリンの刺客ラモン・メルカデルによって同地で暗殺された。トロツキーおよびその継承者の思想を、トロツキズムと呼ぶが、この語自体は、対立者によって1905年の早い時期に作られた造語である。その意味するものも、1905年革命、その後のロシア社会民主労働党内での対立、1917年革命、スターリン派による権力掌握、といった時期によって変化してきた。

## 生涯

### 生い立ち

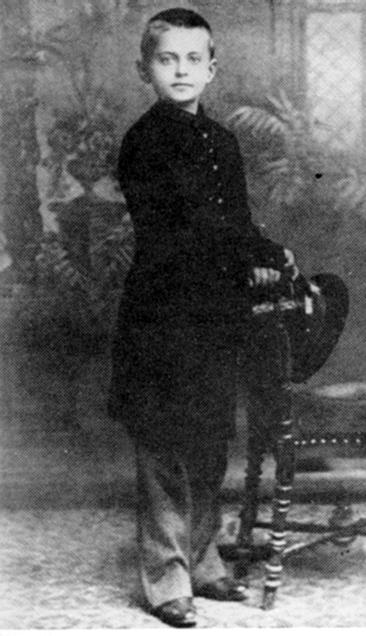
8歳のトロツキー（1888年）

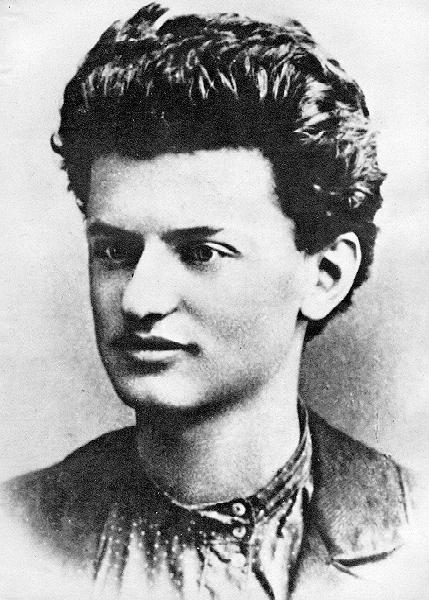
トロツキー（1897年）

1879年、ロシア帝国時代のウクライナ南部のヘルソン県エリザヴェトグラード近郊の、最寄の郵便局から15マイル離れた小さな村ヤノフカにて父ダヴィード（1847年 – 1922年）と母アンナの第5子として生まれる。両親はユダヤ系の富農であった。父のダヴィードは、粘り強く、企業家精神に富む家長であり、ウクライナ・ヘルソン県のボーブリネツという小さな町の近くにある土地100ヘクタールを退役軍人大佐のヤノフスキーから買い受け、貯蓄に励み、その後は働きづめに働いて持ち前の如才なさで次第にのし上がって裕福となる。土地を次々に買い込み、賃借りし、大土地所有者となった。母のアンナはオデッサ近郊の典型的なユダヤ人の町人階級出身で、同地で教育を受けた。後にダヴィードと恋愛結婚し、農民となる。アンナは読書に励み、子供たちに教養をつけさせるために努力した。ダヴィードとの間に子供を8人生んだが、夭折する子も多く、最終的には2人の姉妹、レフの兄、そしてレフと、4人のみとなった。
家族は民族的にユダヤ人であったが、信心深くはなく、自宅ではイディッシュ語ではなくロシア語とウクライナ語で会話していた。レフの妹オリガは、ボリシェヴィキの指導者の1人であるレフ・カーメネフと1900年代の早期に結婚し、子供を2人儲けることになる。レフが9歳のとき、父は教育を受けさせるために息子をオデッサに送り、ドイツ人学校に入学させた。これは母親の強い希望でもあった。ブロンシュテイン家の親類で、南部で出版業者として成功したシュペンツェルの援助により、レフは国費で勉強する有名校に入学できた。教育機関へのユダヤ人子弟の受け入れ数が制限されていた当時としては、これはかなり大変なことであった。在学中に、トルストイ、シェイクスピア、プーシキン、ネクラーソフ、ディケンズ、ウスペンスキー、ベレサーエフらの作品を大方読破したほどの読書家であった。
アイザック・ドイッチャーが、大作評伝で書いているように、オデッサは当時の典型的なロシアの都市とは大きく違って、活気に満ちた国際的な港湾都市であった。この環境は、青年レフが国際的な視野をつちかう一因となった。レフ自身は自伝『わが生涯』で「ロシア語とウクライナ語のほか、完全に流暢に話せる言語はなかった」と述べているが、レイモン・モリニエ（Raymond Molinier）は、トロツキーはフランス語を流暢に話していたと書いている。

### 革命活動と流刑

#### 1896年–1902年

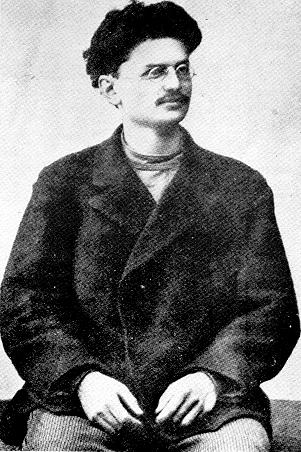
シベリア流刑中のトロツキー（1900年）

ニコラーエフ（現在のムィコラーイウ）に移動したあとの1896年に、レフは革命活動に関わり始めていた。学生時代に初めてマルクス主義に触れたレフは共産主義運動に加わった。当初ナロードニキ（narodnik）のレフがマルクス主義を紹介されたその年は、当初はその思想に反対していたが、流刑と投獄の時期に徐々にマルクス主義者となっていく。1897年の早期に、レフはニコラーエフにて数学の学位を追求する代わりに南ロシア労働者同盟の組織化を手伝い、幹部として働いた。レフは「リヴォフ」という名前を用いて小冊子と声明を印刷し、革命の小冊子を配布して工員や革命学生たちのあいだで社会主義の考えを大衆化させた。1898年1月、レフを含めたメンバー200人が逮捕され、裁判を待つのに2年費やした。懲役刑2年を受けたレフはオデッサに収監された。投獄から2ヶ月後、新しく結成されたロシア社会民主労働党の初の会議が開かれた。以来レフは、自分自身を党の一員であると見なすようになった。レフは仲間のマルクス主義者のアレクサンドラ・ソコロフスカヤ（Aleksandra Sokolovskaya）と獄中結婚し、刑に服しているあいだに哲学を勉強した。トロツキーという姓は、最初の革命でオデッサで収監されていた当時の看守の名前が印象に残ったため、それを借用したものである。
1900年、トロツキーはシベリアのイルクーツク地域のウスチ・クート（Ust-Kut）とヴェルホレンスク（Verkholensk）に4年間流刑の判決を受けた。彼は同地で、ニーナ・ネヴェルソンとジナイダ（ジーナ）・ボルコヴァ（Zinaida Volkova）という2人の娘を儲けた。シベリアでのトロツキーは、1898年と1899年に多数の党員たちが逮捕・殺害されたことで、党内で争いがあったことに気付いた。「経済学者」として知られている一部の社会民主主義者は、「産業労働者の生活の向上の尽力に重点的に取り組むべきである」と主張し、他の者たちは「君主制の打倒と、よく組織化され、規律を守る革命党がもっとも重要である」と主張した。後者は1900年に創立されたロンドンに本拠地を置く機関紙『イスクラ』を統率していた。トロツキーはすぐにイスクラの見解を支持した。2年後の1902年の夏、トロツキーはシベリアから逃亡した。

### 最初の海外移住と2度目の結婚

#### 1902年–1903年
トロツキーは1度、ゲオルギー・プレハーノフ、ウラジーミル・レーニン、ユーリー・マルトフ、その他のイスクラの編集員とともにロンドンへ移住したことがあった。トロツキーはスイスを経てロンドンに亡命し、そこで『イスクラ』を出版していたロシア社会民主労働党と合流した。翌1903年に社会民主労働党が分裂すると、トロツキーはレーニンらの「多数派」（ボリシェヴィキ）ではなく、「少数派」（メンシェヴィキ）に所属した。トロツキーは「ペロ」（「羽」や「ペン」「文筆家」を意味するロシア語）というペンネームで、すぐに新聞の第一人者の1人となった。
トロツキーは気づいていなかったが、イスクラの6人の編集員はプレハーノフを中心とする「保守派（オールド・ガード）」とレーニンやマルトフを中心とする「革新派（ニュー・ガード）」に分裂していた。プレハーノフの支持者は古参（40代から50代）であるのみならず、過去20年にわたってヨーロッパでの亡命生活をともにしていた。一方の革新派のメンバーは30代前半で、つい最近ロシアから移住してきた者たちだった。イスクラ内でプレハーノフに対抗する確固とした多数派を形成しようとしていたレーニンは当時23歳のトロツキーが革新派側につくことを期待していた。1903年3月にレーニンは次のように書いている。
私は編集委員会のメンバー全員に、他のメンバーと同じ権限を持つメンバーとして「ペロ」を採用することを提案する。 [...] 投票の便宜上 (6人は偶数)でも勢力拡大のためにも、私たちには7人目のメンバーがぜひとも必要である。「ペロ」はこの数ヶ月間、すべての号に寄稿してきた。全体的に見て、彼はイスクラのために最も精力的に働いている。彼は指導的である（そしてそれを非常にうまくやっている）。その日の出来事に関する記事や記録の欄では、実に有用であるだけでなく、絶対的に必要可決である。疑いなく稀有な才能の持ち主であり、信念とエネルギーを持っており、さらに遠くまで進んでいくだろう。
プレハーノフの反対によって、トロツキーは編集委員会の正式メンバーとなることはなかった。しかしこれ以降、助言的な立場で編集委員会の会合に参加するようになり、プレハーノフからは嫌われるようになる。
1902年後半に、ナタリア・セドワ (1882–1962) と出会い、まもなく交際を始める。二人は1903年に結婚し、トロツキーの死まで生涯連れ添った。2人の子供、レフ・セドフ (1906–1938) とセルゲイ・セドフ (1908–1937) をもうけるが、いずれも両親よりも早く亡くなっている。息子たちの姓については、1917年の革命後に次のように説明した。
名前を変える義務を息子たちに負わせないよう、「市民権」の要求するところに対して妻の名前を使うことにした。
トロツキーは公的にも私的にも「セドフ」という名前を使ったことは一度もない。ナタリア・セドワは「セドワ・トロツカヤ」と署名することもあった。

### レーニンとの決別
1903年のロシア社会民主労働党の第2回大会で、組織問題に関してレーニンと対立し、レーニンらの「多数派」（ボリシェヴィキ）と決別する。以来、1917年の10月革命の直前までボリシェヴィキとはほとんど絶縁状態となった。

### ロシア革命

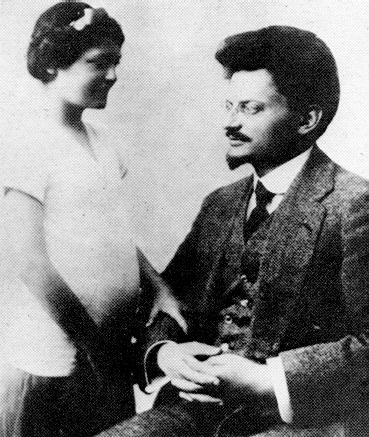
娘のニーナと（1915年）

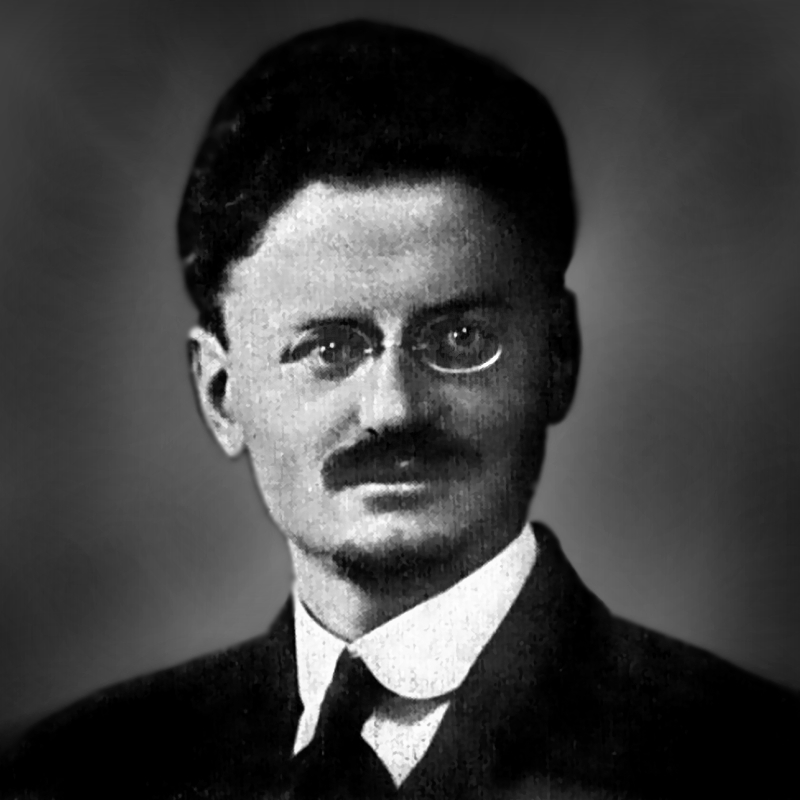
トロツキー（1918年）

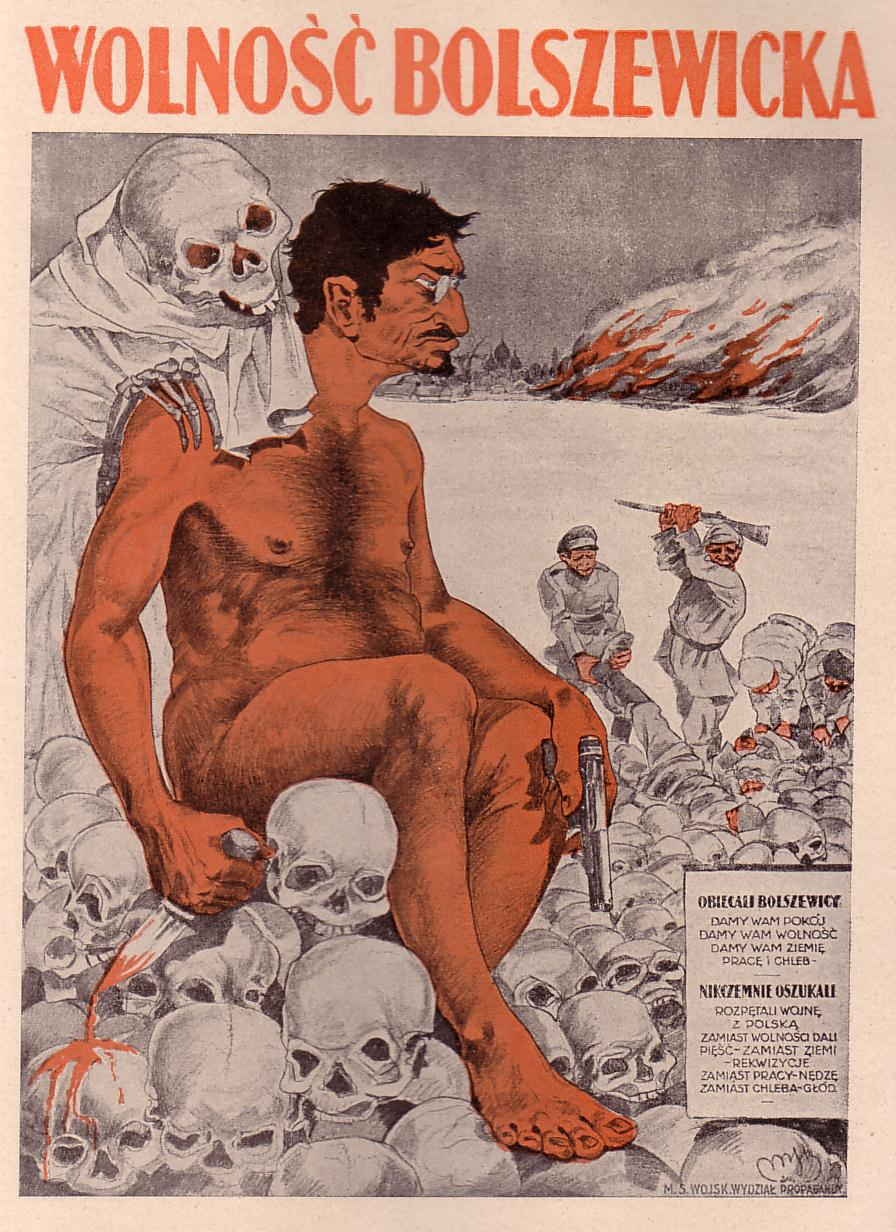
「ボリシェヴィキの自由」 - 裸の戯画化されたトロツキーが描かれた、ポーランド・ソビエト戦争でのポーランドの反ボリシェヴィキ宣伝ポスター

1905年、メンシェヴィキからも早々に離脱したトロツキーは、血の日曜日事件以来政治変動の続くロシアに帰国して地下活動に入り、サンクトペテルブルク・ソビエトの指導者となった。10月にはロシア全土で起こったゼネラル・ストライキにも関与するが、12月に逮捕され、サンクトペテルブルク・ソビエトも壊滅した。トロツキーはシベリアへの終身流刑を宣告されたが、護送中に脱走。ウィーンへと亡命して、雑誌『プラウダ』で永続革命論を提唱した。
1914年に第一次世界大戦が始まると、居をスイス、ついでフランスに移し、雑誌『ナーシェ・スローヴォ』に拠ってドイツ社会民主党、フランス社会党など戦争支持を決めた社会主義政党を批判する論陣を張る一方、1915年にはスイス社会党が主宰した「ツィンメルワルト会議」で反戦を訴えた。しかし翌年、フランスから追放され、スペイン経由でアメリカ合衆国のニューヨークへと移る。ニューヨークではニコライ・ブハーリンらと共に露語新聞『ノーヴィ・ミール』に参加している。

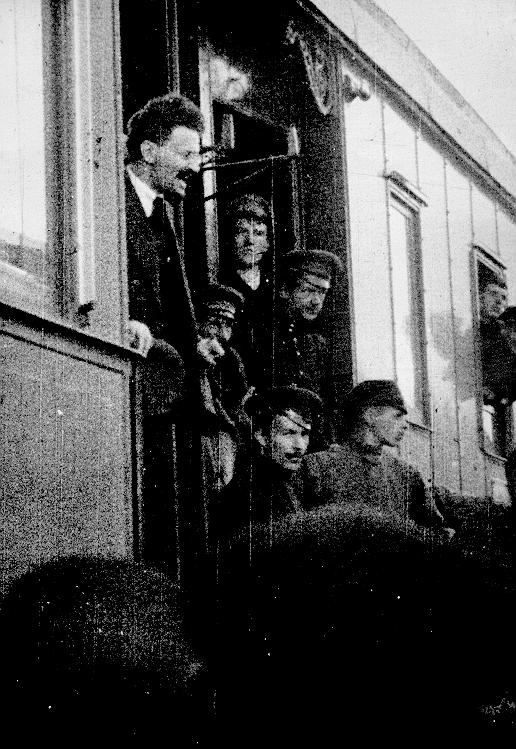
ペトログラードに到着したトロツキー

1917年、ロシアで2月革命が起こってロシア革命が始まるとニューヨークを発ってロシアへ帰国。メジライオンツィ（「統一社会民主主義者地区間組織」。ボリシェヴィキ、メンシェヴィキいずれにも所属しない社会主義者組織）の指導者としてボリシェヴィキと歩調をあわせ、革命運動に参加した。7月にはボリシェヴィキに入党し、9月にペトログラード・ソビエト議長に就任。10月革命では、軍事革命委員会の委員長として軍事蜂起を指導し、印刷所、郵便局、発電所、銀行などの要所を制圧するなどしてボリシェヴィキの権力奪取に貢献した。
レーニンが人民委員会議議長（首相に相当）に就任したボリシェヴィキ・左派エスエル（社会革命党）連立政権のもとでは外務人民委員（外相に相当）に就任。ドイツとの講和交渉を担当し、ブレスト＝リトフスク条約の締結に関わった。条約締結に際しては、ボリシェヴィキ党内では意見が分かれ、トロツキーは当初、ブハーリンら戦争継続派には反対しつつ、即時講和を主張するレーニンの立場も危険が大きいとし、「戦争もなく、講和もなく、ドイツ労働者の蜂起を待つ」との姿勢をとった。しかしドイツ政府が強硬姿勢を見せ、軍をロシア領内に侵攻させると、レーニンに賛成し、講和に踏み切った。

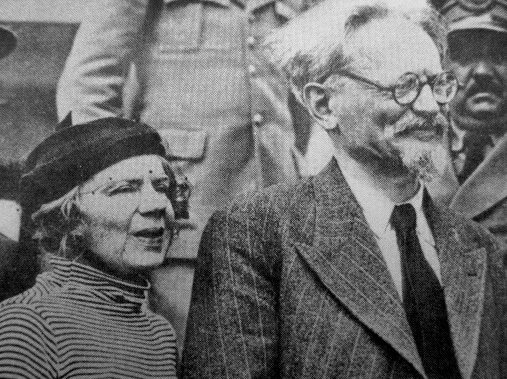
亡命地のトロツキー（1937）

1918年2月に外務人民委員を辞任し、かわって軍事人民委員・最高軍事会議（9月以降は共和国革命軍事会議）議長に就任する。軍事的な組織と扇動に巧みで、大衆の人気も高かったといわれるトロツキーは赤軍の組織に着手し、内戦において赤軍の指揮者として反革命軍（白軍）の撃破や外国の干渉の排除に大きな功績をあげた。しかし、1922年のクロンシュタット軍港の「第三革命」を呼号する水兵たちの蜂起とそれに呼応したストライキに対する革命政権による武力弾圧や、ウクライナ地方のネストル・マフノ率いる農民アナキズム運動の圧殺を支持するなど、「トロツキーには後のスターリンとの共通点を見出せる」とする指摘・批判もある。

### 失脚
10月革命で最も指導力を発揮したのはトロツキーであった。トロツキーは赤軍（赤衛軍）の創始者で、白軍（白衛軍）に対する内戦でこれを勝利に導いた立役者だった。
1924年のレーニンの死後、共産党中央委員会で七人組が台頭すると、トロツキーはニコライ・ブハーリン、ルイコフらの中央委員会主流派と対立、次第に政策決定の場から外れる。トロツキーはイデオロギーでも党の主流派と対立。「左翼反対派」、ついで「合同反対派」を組織して抵抗するが、戦争と相次ぐ内戦で疲弊した大衆を味方につけた主流派の前に敗北した。
1925年トロツキーは革命軍事会議議長・軍のコミッサール・外務人民委員の地位を解任され、閑職に追いやられた。1927年には政府・党の全役職を解任、1928年1月2日までに中央執行委員会からも除名処分。同年1月15日までに反革命行為を理由に流刑処分となり
、中央アジアのアルマ・アタ（現在のカザフスタンのアルマトイ）へ、1929年にはソビエト連邦から国外追放されるに至った。

### 晩年

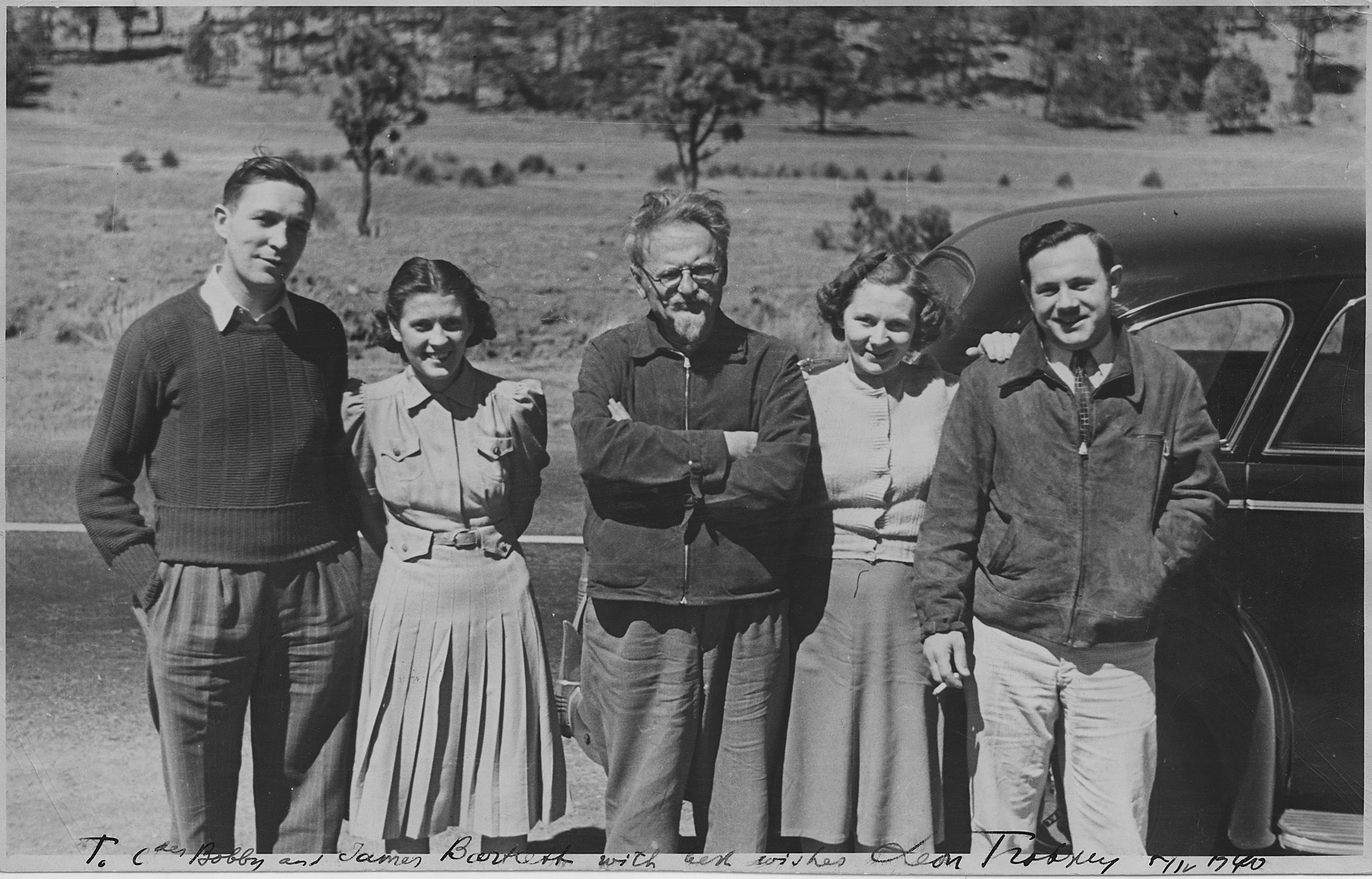
メキシコにてアメリカ人の同志とともに写るトロツキー。（1940年）

トロツキーは国外から運動を続けた。まず、トルコが彼に亡命を認めた。イスタンブールからも近い、マルマラ海のプリンスィズ諸島（アダラル）での生活の中で、現体制の批判をソ連へ届けるために事実上の個人雑誌「反対派通報」の発行を開始する（トロツキーの死の一年後の1941年まで計87号・65冊刊行されたが、ソ連ではほとんどNKVDおよびスターリン個人しか目にすることは事実上なかった）。その後、1933年にはフランスへ、1935年にはノルウェーに移った。この時、現体制の批判書「ソ連とは何か、そしてソ連はどこに行きつつあるか」を著す。この書は後にフランス語版の表題「裏切られた革命」の名で知られるようになる。しかし、翌1936年、ソ連の圧力でノルウェーのトリグブ・リー法務大臣は彼に国外退去を求めた。トロツキーはラサロ・カルデナス体制のメキシコに居を定めた。この間、1938年には第四インターナショナルを結成し、コミンテルンに代わる国際社会主義運動の組織化に乗り出す。当時のスターリンはソ連国内で反対者の大粛清を進めており、国外にいたトロツキーの身辺にもエージェントや襲撃者が現れるようになっていた。特に、パリにいた長男レフ・セドフ夫妻を通して接近した「チューリップ」ことマルク・ズボロフスキはトロツキー親子から信頼を得て彼らの資料をソ連へ送ったことで知られる。
1940年に先立つ数年間、スターリンはオールド・ボリシェヴィキを大量粛清している。反対派を「見せしめ裁判」と呼ばれる公開裁判、いわゆるモスクワ裁判によって自らの「反革命活動」を「自供」させたうえで処刑した。ジノヴィエフ、カーメネフ、ラデック、ブハーリン、ピャタコフ等のかつてトロツキーと敵対した中央委員会多数派も含まれる。トロツキーは相次ぐ裁判と処刑を「暗黒裁判」と非難。1937年6月17日、メキシコからソビエト中央執行委員会あてにスターリン独裁を非難する電報を送ったが無視された。

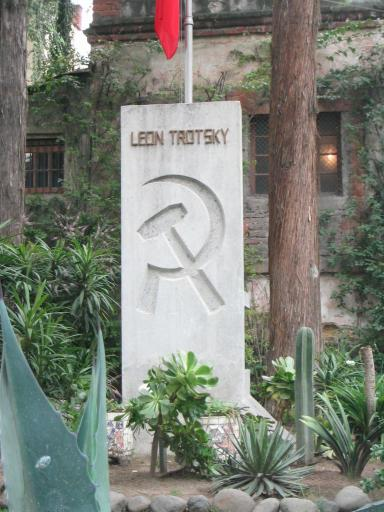
メキシコシティのコヨアカン地区にあるレフ・トロツキー博物館に建てられたトロツキーの墓

トロツキーの親族も粛清の例外ではなく、トロツキーの息子レフ・セドフはパリに留学中NKVDの刺客により暗殺(毒殺)された。息子を誘拐・殺害されたことで身辺への危機がさらに迫ったトロツキーは、メキシコ市郊外の自宅を要塞化して防衛する。しかし、この自宅にも暗殺者の魔の手が伸びるようになり、何度か銃撃に見舞われているが、その度に難を逃れている。トロツキー自身も、死は「もうおなじみだ」「スターリンの黒い憎悪に世界半周分も追われてきた」と現地紙に語っている。
だが、1940年8月20日午後5時頃、秘書の恋人になりすましたスペイン人ラモン・メルカデルによってピッケルで後頭部を打ち砕かれる。トロツキーは直ちに病院に搬送されたが、翌日午後7時頃に病院で死亡した。この時、「スターリン伝」を執筆中だったという。メルカデルは現場で逮捕されるが、取り調べではあくまで「単独犯行」を強調し、自身の背後関係を隠蔽した。彼はメキシコで20年間服役したあとソ連に帰国し、1961年にレーニン勲章を授与されている。なお、当時メキシコに滞在（事実上の亡命）していた日本の演劇人、佐野碩がトロツキー暗殺に関係していたという説がある（詳細は佐野の記事を参照）。

## 逸話
- 文芸評論家でもあり、イプセン論もある。
- 1920年に著作『テロリズムと共産主義』（英語版はIn Defense of Terrorism テロリズムの擁護）を刊行し、ドイツ社会民主党のカウツキーらの「ソビエトはボルシェビキによる赤色恐怖支配」という批判に対して、「革命のさなかにおいて、資本家のテロは歴史を若干遅らせるだけだが、革命派の資本家へのテロは歴史を促進する」と革命のためのテロを擁護した[注釈 1]。この著作はスターリンの蔵書の1冊として、現在も旧ソ連共産党古文書館にて保管されている。なお、政敵のスターリン[20]もこの本のテロを賛美している箇所全てに「同感!」「的確!」などと書き込みを入れている。
- 赤軍を率いていた際、兵士の間で「白い虫（白軍）を殺せ」という歌がはやったが、トロツキーは「赤軍の役目は、白軍兵士を殺すことではなく彼らを武装解除することであり、白軍兵士も同じ階級なのだから、彼らを組織するつもりで戦おう」と訴えて、その歌を歌うことを禁じた。
- トロツキーの亡命先のメキシコで、トロツキーが身を寄せていた住居が銃撃される。住居は要塞化され、トロツキーは秘書や支援者とともに「避難訓練」を繰り返した。トロツキーの秘書だったジャン・ヴァン・エジュノール（Jean van Heijenoort）は、トロツキーの性格を考えて何故トロツキーが避難訓練に熱心なのか訝ったが、実はトロツキーにとって愛人宅に行くための「脱出訓練」だったことを知り、エジュノールは避難訓練をボイコットした。なお、この時点でトロツキーはすでにフリーダ・カーロに愛想をつかされており、この愛人は別の無名の女性である。（出所：避難訓練はエジュノール『トロツキーとの7年間』p.163, フリーダ・カーロとの関係途絶については Service Trotsky）
- 革命当初、地方を回って督戦中、乗っていた車が反対派に包囲された。銃を突き付けられ万事休したトロツキーは即興の演説を行い、敵を説得して味方にしてしまった。
- 鍋山貞親がコミンテルン第六回拡大執行委員会に出席した際、休憩の席でトロツキーと初対面した。トロツキーはニコニコと笑いながら「中国の同志か？」と聞いて、鍋山が「日本人だ」と言うと、いきなり鍋山の腕を抱えて喫煙室まで行き、親し気に「ロシア語はわかるか、英語はどうだ」と問いかけた。どちらもうまく話せない旨を鍋山が伝えると、トロツキーはそれじゃあしょうがない、という面持ちをしながら手帳を広げ、慣れていない日本字で「日本の友」と書いて見せた。鍋山はこのことを、「どこで、誰に教えてもらったのか知らぬが、器用な人である」と評価している。（出所：鍋島貞親「非合法下の共産党中央委員会」『文藝春秋・特集』1956年12月号）
- イスラエルの極右活動家ダヴィド・アクセルロッドは、トロツキーの曽孫である。

## 主な著作
- 『レーニン』
- 『バルカン戦争』
- 『ロシア革命史』
- 『永続革命論』
- 『わが生涯』（1930年）
- 『裏切られた革命』（1937年）

## 資料
著書
- 『トロツキー わが生涯』 森田成也・志田昇訳、岩波文庫（全2巻） ISBN 4003412796、ISBN 400341280X
- 『裏切られた革命』 対馬忠行・西田勲訳、現代思潮新社 ISBN 4329002140
  - 他の『トロツキー選集』現代思潮新社 全22冊は、オンデマンド版で再刊（2008年）
- 『裏切られた革命』 藤井一行訳、岩波文庫 ISBN 4003412710
- 『文学と革命』 桑野隆訳、岩波文庫（全2巻） ISBN 4003412729、ISBN 4003412737
- 『ロシア革命史』 藤井一行訳、岩波文庫（全5巻）。他に山西英一訳（角川文庫 全3巻）
- 『レーニン』 森田成也訳、光文社古典新訳文庫 ISBN 4334751253
- 『永続革命論』 森田成也訳、光文社古典新訳文庫 ISBN 4334751555
- 『ニーチェからスターリンへ　トロツキー人物論集 1900-1939』 森田成也・志田昇訳、光文社古典新訳文庫　ISBN 4334752020
- 『ロシア革命とは何か　トロツキー革命論集』 森田成也訳、光文社古典新訳文庫　ISBN 4334753647

伝記研究
- アイザック・ドイッチャー『武装せる予言者・トロツキー』（田中西二郎、橋本福夫、山西英一訳） 新潮社、1964年
- ―『武力なき予言者・トロツキー』（田中西二郎、橋本福夫、山西英一訳） 新潮社、1964年。トロツキー伝・三部作
- ―『追放された予言者・トロツキー』（山西英一訳） 新潮社、1964年。改訂新版・新評論（3巻組）、1992年
- ドミトリー・ヴォルコゴーノフ『トロツキー　その政治的肖像』上・下、生田真司訳、朝日新聞社、1994年
- ピエール・ブルーエ『トロツキー』全3巻、杉村昌昭・毬藻充監訳、柘植書房新社、1997年
- ジャン・ヴァン・エジュノール『亡命者トロツキー』小笠原豊樹訳、草思社文庫、2019年
  - 元版『トロツキーとの七年間――プリンキポからコヨアカンまで』小笠原豊樹訳、草思社、1984年。秘書の回想記
- ロバート・サーヴィス『トロツキー』上・下、山形浩生・守岡桜訳、白水社、2013年

著者序文で「ロシア外の人物でトロツキー主義者以外の手による初の本格的なトロツキー伝」と紹介。2009年にダフ・クーパー賞受賞。
- 片島紀男『トロツキーの挽歌』 同時代社、2007年
- 小倉英敬『メキシコ時代のトロツキー　1937－1940』 新泉社、2007年

トロツキーを扱った映画作品
- 『暗殺者のメロディ』（1972年 監督：ジョセフ・ロージー）演：リチャード・バートン
- 『フリーダ・カーロ』（1984年 監督：ポール・ルデュク）演：マックス・カーロフ
- 『フリーダ』（2002年 監督：ジュリー・テイモア）演：ジェフリー・ラッシュ

トロツキーを扱った創作
- 安彦良和『虹色のトロツキー』中公文庫ほか。漫画
- 荒巻義雄『紺碧の艦隊』「18巻 東シベリヤ共和国」徳間文庫ほか。架空戦記SF小説
- ペーター・ヴァイス『亡命のトロツキー』岩淵達治訳、白水社。戯曲